# Varennes-Vauzelles
Varennes-Vauzelles is een gemeente in het Franse departement Nièvre (regio Bourgogne-Franche-Comté). De gemeente telde 9.166 inwoners op 1 januari 2022. De plaats maakt deel uit van het arrondissement Nevers.

## Geschiedenis
Bij haar oprichting aan het einde van de 18e eeuw heette de gemeente Varennes-lès-Nevers. De gemeente verloor in 1855 een deel van haar territorium bij de oprichting van de nieuwe gemeente Fourchambault. De gemeente was grotendeels landelijk. Pas in 1912 begon de industriële ontwikkeling toen de Compagnie des chemins de fer de Paris à Lyon et à la Méditerranée een werkplaats voor locomotieven opende bij het gehucht Vauzelles. Rond deze werkplaats kwam er andere industrie en er werden ook bedrijvenparken aangelegd. Vanaf de jaren 1950 en vooral in de jaren 1970 werden nieuwbouwwijken opgetrokken voor de groeiende bevolking. In 1969 wijzigde de gemeente haar naam in Varennes-Vauzelles om uitdrukking te geven aan het groter belang van de plaats Vauzelles.

## Geografie
De oppervlakte van Varennes-Vauzelles bedroeg op 1 januari 2022 33,99 vierkante kilometer; de bevolkingsdichtheid was toen 269,7 inwoners per km².
De onderstaande kaart toont de ligging van Varennes-Vauzelles met de belangrijkste infrastructuur en aangrenzende gemeenten.

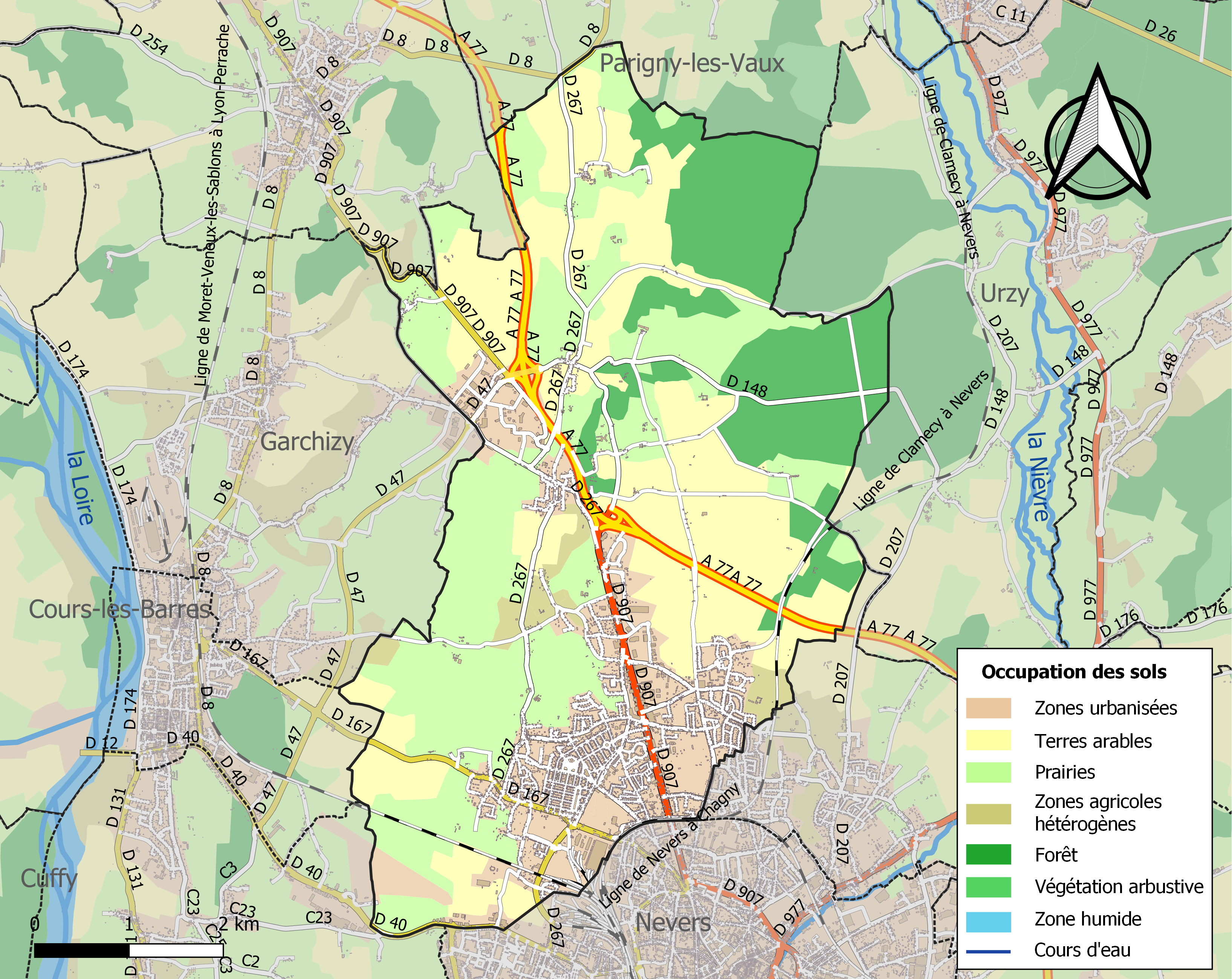

## Demografie
In 1856 telde de gemeente ongeveer 1.600 inwoners. Onderstaande figuur toont het verloop van het inwonertal (bron: INSEE-tellingen).

## Bezienswaardigheden

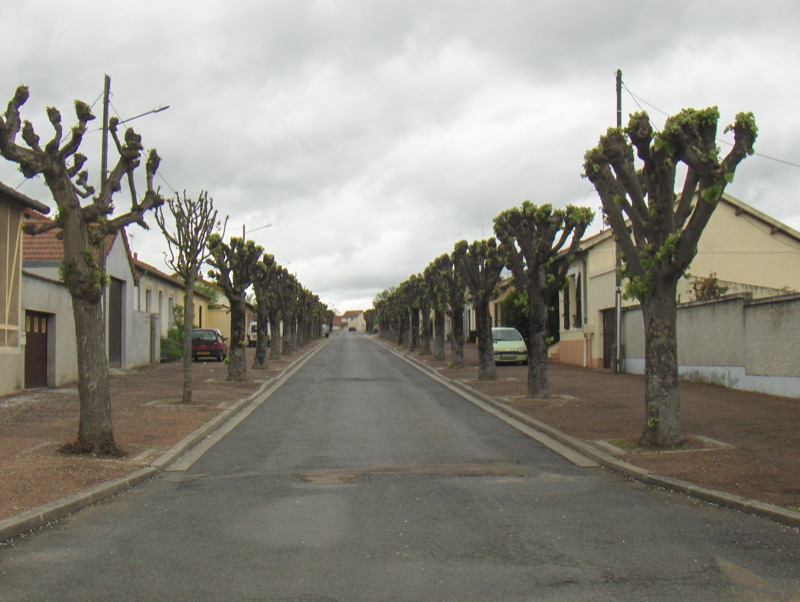
Cité Jardin

De Cité Jardin in een goedbewaarde arbeiderswijk, die tussen 1921 en 1930 werd gebouwd voor de spoorwegarbeiders van Vauzelles. De wijk werd ontworpen door Georges Hennequin en telt niet enkel 350 woningen, maar ook een kerk, scholen, winkels en andere gemeenschapsvoorzieningen.